# Kanton Nocé
Nocé is een voormalig kanton van het Franse departement Orne. Het kanton maakte deel uit van het arrondissement Mortagne-au-Perche. Het werd opgeheven bij decreet van 25 februari 2014, met uitwerking op 22 maart 2015. Alle gemeenten werden opgenomen in het nieuwe kanton Bretoncelles.

## Gemeenten
Het kanton Nocé omvatte de volgende gemeenten:
- Berd'huis
- Colonard-Corubert
- Courcerault
- Dancé
- Nocé (hoofdplaats)
- Préaux-du-Perche
- Saint-Aubin-des-Grois
- Saint-Cyr-la-Rosière
- Saint-Jean-de-la-Forêt
- Saint-Maurice-sur-Huisne
- Saint-Pierre-la-Bruyère
- Verrières